# Pochyta insulana
Espèce
Pochyta insulana est une espèce d'araignées aranéomorphes de la famille des Salticidae.

## Distribution
Cette espèce est endémique de Principe à Sao Tomé-et-Principe.

## Description
Le mâle mesure 5 mm et les femelles de 5,5 à 6 mm.

## Publication originale
- Simon, 1910 : Arachnides recueillis par L. Fea sur la côte occidentale d'Afrique. 2e partie. Annali del Museo Civico di Storia Naturale di Genova, vol. 44, p. 335-449 (texte intégral).